# أولاد انجيمة (الخشاشنة)
أولاد انجيمة هو دُوَّار يقع بجماعة سيدي بومهدي، إقليم سطات، جهة الدار البيضاء سطات في المملكة المغربية. ينتمي الدوّار لمشيخة الخشاشنة التي تضم 7 دواوير. يقدر عدد سكانه بـ 1482 نسمة حسب الإحصاء الرسمي للسكان والسكنى لسنة 2004.

## يعد دوار اولاد نجيمة اكبر قرية في منطقة بني مسكين
1. 1 2   http://www.worldtimezone.com/time-africa24.php. {{استشهاد ويب}}: |url= بحاجة لعنوان (مساعدة) والوسيط |title= غير موجود أو فارغ (من ويكي بيانات) (مساعدة)
2. ↑  "الإحصاء العام للسكان والسكنى لسنة 2004 (المغرب)" (PDF). المندوبية السامية للتخطيط. مؤرشف من الأصل (PDF) في 2012-04-23.

## روابط خارجية
- البوابة الوطنية للجماعات الترابية
- المندوبية السامية للتخطيط